# A lángban álló szigettenger
A lángban álló szigettenger (L’Archipel en feu) Jules Verne 1884-ben megjelent, a görög nép 19. század elején vívott szabadságharcával kapcsolatos történelmi regénye.

## Történet
|  | Alább a cselekmény részletei következnek! |

1820-as években Görögország szabadságharcát vívta a törökök ellen. A küzdelemben a bátor férfiak mellett hőslelkű asszonyok is részt vettek.
- I. Hajó a láthatáron

1827. október 18-án egy kis levantei hajó igyekezett, hogy még az éj beállta előtt befusson a Peloponnészoszon lévő Koroni-öböl bejáratánál fekvő vitylói kikötőbe. Egy kalugyer észrevette a közeledő hajót, és azonnal értesítette erről a tengerészeket, akik éppen a kikötőben heverésztek. A kalózkodással is foglalkozó helybeliek szemügyre vették az egyre jobban előtűnő járművet, és megpróbálták megállapítani a hajó típusát. Kezdetben polák, sebek vagy pink, később felukka, speronare vitorlásfajtára tippeltek. Amikor a háromárbócos a közelbe ért, akkor derült ki, hogy szakoleva. A rablásra, fosztogatásra kész vitylóbeliek megpróbálták hamis fényjelzésekkel csapdába csalni a hajót, de a jármű kapitánya ismerhette a helyiek szokásait, biztos kézzel irányította a szakolevát. Már éjfél körül járt az idő, amikor harminc erős vitylói férfi, pisztollyal, tőrrel, fejszével felfegyverkezve csónakokba szállt, majd megközelítették a zsákmányukat. Amikor a szakoleva lehorgonyzott, a zsiványok csónakjai nekiütődtek a hajónak, és a rablók halált hozó ordítással a fedélzetre ugrottak. Itt azonban meglepetés érte őket, mert a hajóskapitányban a földijükre, Nikolasz Sztarkoszra ismertek. Kevéssel azután a csónakok elhagyták a hajót, és rohanvást visszatértek a kikötőbe.
- II. Szemtől szemben

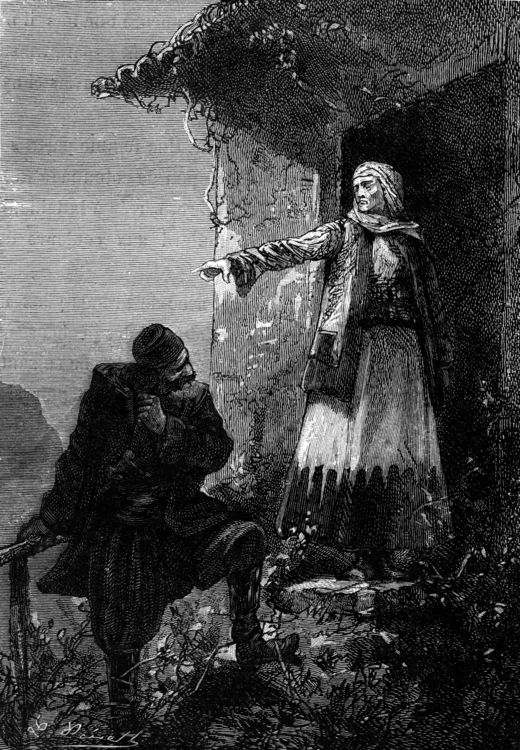
Andronika kiutasíja a fiát a szülői házból

A Karyszta hajó kapitánya, Nikolasz Sztarkosz, a vitylói öböl szülöttje partra szállt. Tizennyolc éves korától a tengereket járta, kegyetlen kalóz lett belőle. A kikötőben a helyiek tisztelettudóan sorfalat álltak a legendás férfi útján. Sztarkosznak tíz erős tengerészre volt szüksége, ki kellett egészítenie a legénységét. Majd a másik céljához igyekezett, elhagyta Vitylo utolsó épületét is. Egy magányosan álló, kis, alacsony, fából ácsolt, romos házikóhoz ért: tíz éve nem látott szülőházához. Apja már évekkel ezelőtt meghalt, özvegye, Andronika Sztarkosz hat éve elhagyta a vidéket, hogy harcoljon a függetlenségi harcban. A fiú, távozása óta, egyetlenegyszer sem tette be lábát az atyai házba. A komor éjszakában a rossz fiú, a rossz honpolgár, családja elárulója, a hazaáruló véletlenül összefutott  édesanyjával, Andronika Sztarkosszal. Az anya, amikor meglátta a fiát, ezt kiáltotta: - Nikolasz Sztarkosz sohasem lépi át az apai ház küszöbét!... Soha!
Nikolasz Sztarkosz hátrahőkölt, szinte futva hagyta el a házat, a sziklafal ösvényein nagy
léptekkel ment le, anélkül, hogy visszafordult volna. Tíz perc múlva leért a kikötőbe, ott előparancsolta csónakját, és a tíz új tengerésszel kiegészítve legénységét tengerre kelt. A szakoleván a távolból látták a hatalmas lángoszlopot a sziklapart ormán: Andronika Sztarkosz háza porig égett.
- III. Görögök törökök ellen

1821-ben kirobbant az Oszmán Birodalom elleni felkelés, a görög ügy barátai Európa minden részéből az elnyomottak segítségükre siettek. Verne regényében részletesen felidézte a görög szabadságharc eseményeit 1827-ig: a véres csatákat, a kegyetlen mészárlásokat, a rettentő dúlások sorozatát.
A függetlenségéért vívott harcban a bátor férfiak mellett hőslelkű nők is küzdöttek: Bobolina, Modena
Mavroenisz, Kaidosz, Moskosz, Despó, Konstancia Zachariasz és még sok más hellén nő, akik nem sajnálták a vérüket áldozni ebben a háborúban. Andronika Sztarkosz 1821-től több szárazföldi és tengeri csatában is részt vett. Zante kikötőjében az egyik hajón fiát pillantotta meg, amint az oszmán hajórajt a Pátrai-öblön átvezette. A fiú később iszonyú mészárlásokban vett részt, amelyek során több tízezer keresztény pusztult el, negyvenhétezret, pedig rabszolgának adtak el a szmirnai vásárban. Az anya mindezt megtudta, kereste a halált, de ő még nem kellett a halálnak. 1826-ban a saidari ütközetben súlyosan megsebesült, s csak egy, a görögbarátok zászlaja alatt küzdő francia bátorságának köszönhette, hogy megmenekült. Andronika több hónapig élet-halál között lebegett. Hatalmas szervezete ugyan megmentette, de még nem kapott lábra annyira, hogy újra harcolhasson.
Ilyen körülmények közt tért vissza 1827 októberében Maniba, újra látni akarta vitylói házát. Az anya itt szörnyű átokkal sújtotta a fiát az atyai ház küszöbén. 1827. október 18-án Sztarkosz özvegye megint elindult, hogy újra harcoljon addig, amíg Görögország vissza nem nyeri függetlenségét.
- IV. Gazdag ember szomorú háza

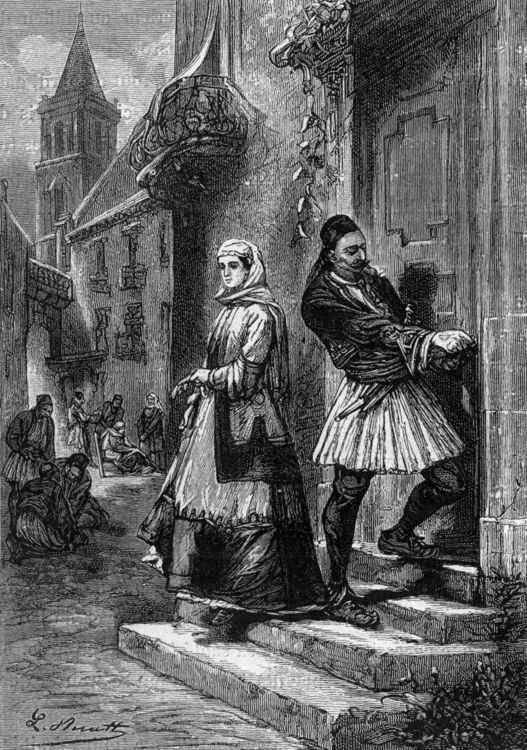
Hadzsine és Xarisz

Korfu kikötőjében gyülekeztek az európai önkéntesek, akik a görög szabadságharc megsegítésére jöttek. Itt gyógyult Henry d’Albaret francia hadnagy is, Andronika megmentője is. Egy félig görög, félig olasz jellegű, régi házban lakott már 20 éve Elizundo bankár a lányával és Xarisszal, a szolgával. Üzleti ügyek hozták össze a bankárt és a fiatal tisztet, aki szerelmes lett Hadzsinéba. A lány viszonozta az ifjú érzelmeit, és a városban már-már esküvőről beszéltek. A magányos bankár örült a lánya boldogságának, nem ellenezte a házasságot. A függetlenségi harc kilátásai egyre rosszabbra fordultak, Henry d'Albaret feltett szándéka volt, hogy újra szolgálatba áll Fabvier parancsnoksága alatt. Néhány nappal elutazása előtt a fiatal tiszt fölkereste Elizundót, és megkérte a lánya kezét.
1827. szeptember 7-én kilencvenkét oszmán, egyiptomi és tuniszi hajóból álló hajóhad befutott a tágas navarini kikötőbe. Október 20-án a tengeri ütközetben francia és az angol hajóraj, melyhez az orosz is csatlakozott, huszonhét hajóval és ezerkétszázhetvenhat ágyúval keresztültört a kikötőöböl bejáratán, és megtámadta a török egyesített flottát. A nyomasztó túlerő ellenére az európai egyesült nagyhatalmak győztek, ez a csata új korszak kezdetét jelentette a görög kérdésben. Ibrahim pasa, a török szárazföldi hadsereg parancsnoka, aki a tengerről várta az utánpótlást, máris Peloponnészosz közepébe és parti városaiba szorult, végül kénytelen volt azokat kiüríteni.
Így Henrynek nem kellett elutaznia, ezért Hadzsinével úgy döntöttek, hogy nincs akadálya, hogy mihamarabb megtartsák az esküvőt: ki is tűzték október végére. Október 23-án azonban Elizundo bankár váratlanul egy levelet kapott, melynek tartalma mélyen megdöbbentette.
- V. A messzénai part

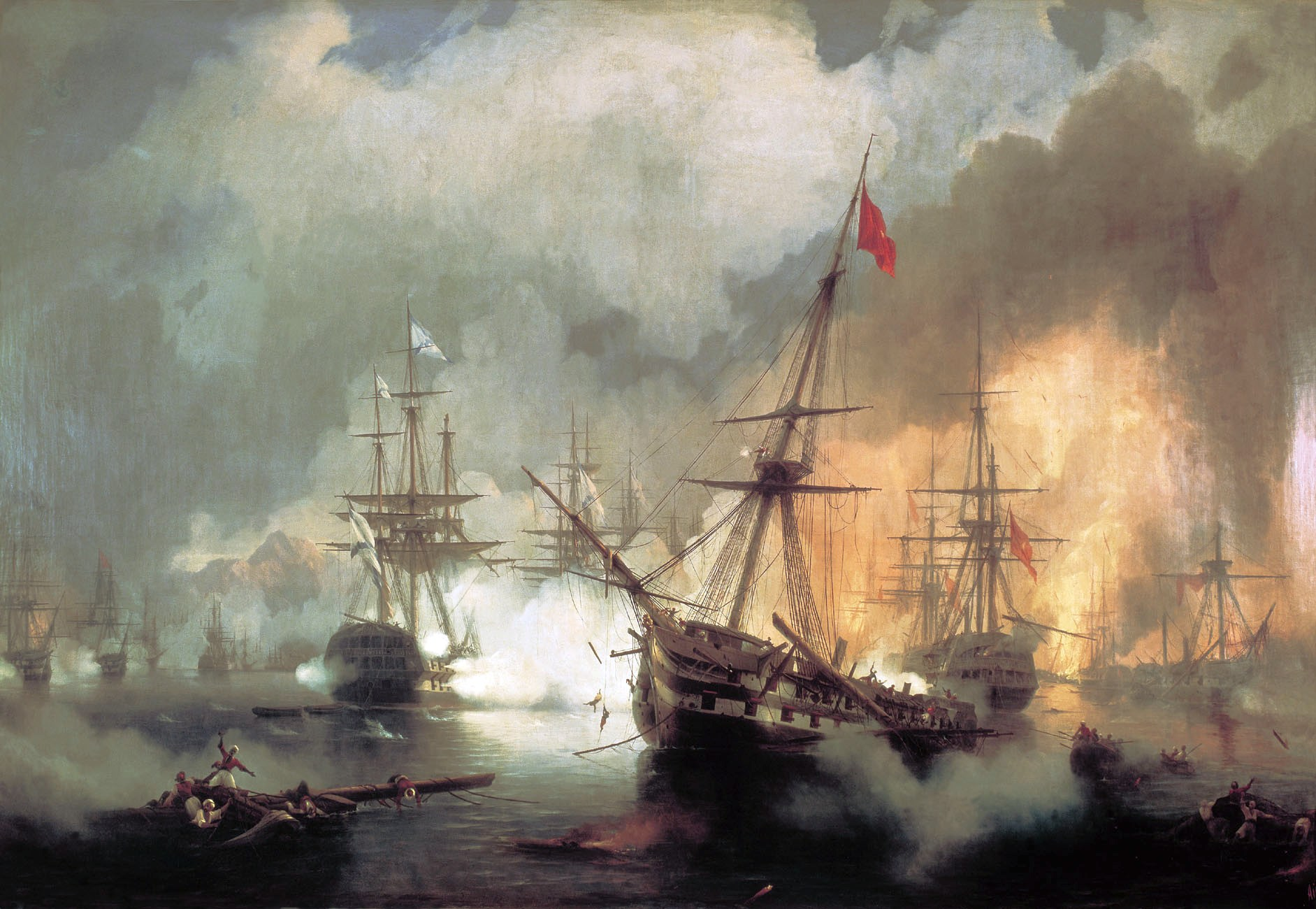
Navarinói csatarészlet

A  Karyszta a Földközi-tengeren haladt egészen Árkádiáig. Útközben a hajóról több kikötő előtt zászlójelzéseket adtak le, de nem kaptak választ, így sehol nem kötöttek ki. Miután Ibrahim pasa elfoglalta Árkádiát, a keresztény lakosok nagy részét megölték, kevés foglyot ejtettek a törökök. A fellegvárban őrizték a kétszázharminchét férfit, nőt és gyermeket addig, míg el nem adhatták valamennyit. Szkopelo, a Karyszta másodkapitánya és Nikolasz Sztarkosz találkoztak a kikötőben épen maradt, a Minervához címzett fogadóban egymással, ők latolgatták a most folyó háború dolgait, meg a belőle húzható hasznot. A foglyokat Elizundo bankár által aláírt váltóval tervezték megvásárolni. A beszélgetés végén Elizundo lánya is szóba került, Nikolasz Sztarkosznak tervei voltak Hadzsinével kapcsolatban.
- VI. Hajrá, a szigettenger kalózai után

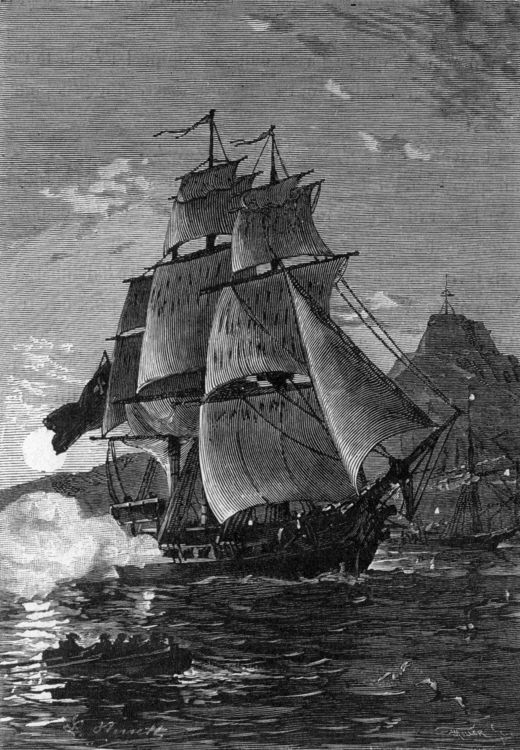
Úton a Szyphanta

A Karyszta további útvonala Zante szigete mellett vezetett el, majd Misszolungi, Kephalónia, Thiaki következett, végül a szakoleva teljes vitorlázattal Korfu szigete felé tartott. Amikor megérkeztek, leeresztettek egy csónakot, Nikolasz Sztarkosz és Szkopelo beleültek, kieveztek a partra, közben megállapodtak abban, hogy tizenegykor találkoznak, és utána visszatérnek a hajóra. Sztarkosz arra szánta ezt az estét, hogy információkat szerezzen, ezért elvegyült a tömegben és hallgatózott. Több helyen is egy Szakratif nevű hírhedt kalózt átkoztak, az itt utált név hallatán a kapitány csak mosolygott. Megtudta azt is, hogy angol, francia és korfui kereskedők vásárolták meg a Szyphanta nevű korvettet, kiküldtek a szigettengerre azzal a feladattal, hogy Szakratif nyomára bukkanva semmisítse meg a tengeri rablókat a vezérükkel együtt. Nikolasz Sztarkosz is jelen volt, amikor a Szyphanta felszedte a horgonyait, hogy átkeljen a korfui csatornán az Ioni-tenger déli partvidékeire.
- VII. A váratlan vendég

Másnap Nikolasz Sztarkosz felkereste Elizundo bankárt az irodájában. Nem első ízben jelent meg itt, ahol mindig úgy fogadták, mint olyan ügyfelet, akivel jelentős üzleteket bonyolítottak már le. Két dologról tárgyaltak, az egyik a szokásos ügyeik közé tartozott - egy jelentős fogolyszállítmány megvásárlásáról -, a másik teljesen személyes dologgal volt kapcsolatban. A hajóskapitány szerint az oszmánok hadműveletei kezdenek kudarcot vallani Görögországban. Úgy vélte, hogy a navarini csatának gyászos következményei lesznek a törökök számára, mivel az európai hatalmak ezután egyre jobban beleszólnak az eseményekbe. A pénzember a megváltozott helyzetben már nem szívesen adta volna az aláírását, más megoldást ajánlott: leszámítolást. Sztarkosz szerint a bankár vissza akart vonulni az üzlettől, a kalóz ezt nem nézte jó szemmel. Megkérdezte Elizundót, hogy mit csinál majd a szerzett millióival? Ekkor Hadzsine Elizundóra terelődött a szó, a tengerek réme jelezte, hogy igényt tart a lányra, ő akarta feleségül venni. Amikor a bankár ettől húzódozott, Sztarkosz megfenyegette, hogy felfedi a bankár titkait. Az öreg kénytelen kelletlen beleegyezett a követelésekbe, belátta, hogy a karma közt van ennek az embernek, hiszen már régóta cinkostársa: Elizundo a szigettenger kalózainak bankára volt.
Hadzsine nem sejtett mi vár rá, két megrázkódtatás is érte Sztarkosz távozása után. Apja utasítására le kellett mondania az Henry d'Albaret-val tervezett házasságáról, és pár nap múlva hozzá kellett volna mennie Nikolasz Sztarkoszhoz. A lány hiába könyörgött, az apja a saját becsületének védelmére hivatkozott, és Hadzsine látta, milyen rettenetes állapotba került az apja, engedelmeskedett neki.
Henry d'Albaretet október 24-én nem fogadták a bankházban, egy levelet kapott az üzletembertől, amiben az állt, hogy tekintse tárgytalannak Elizundo bankár leányával tervbe vett házasságát. A francia nem értette, hogy mi történhetett, nem tudott Hadzsinével beszélni. Letaglózta a második hír: miszerint a lány - pár nap múlva - október 30-án nem az ő, hanem Nikolasz Sztarkosz felesége lesz. Október 28-án Henry d'Albaret mindenáron találkozni akart a Karyszta kapitányával, de elkerülték egymást. 29-én délután híre ment a városban, hogy a bankárt agyszélhűdés érte, két óra múlva halott volt Elizundo.
- VIII. Húszmillió a kockán

Hadzsine Elizundo házasságát elhalasztották, a lány Xarisszal - aki jártas volt a bankügyekben - átnézte apja számadási könyveit és iratait. Hadzsine és a szolga világosan látták, honnét valók a milliók. Meggyőződhettek róla, hogy a bankár ocsmány üzérkedésből lett gazdag, kalózok cinkostársa volt. Hat nappal Elizundo halála után Nikolasz Sztarkosz és Hadzsine találkoztak egymással, a lány közölte, hogy nem lesz a tengeri rabló felesége. Sztarkisz hiába fenyegette meg, győzködte hosszan a hajadont, az nem riadt vissza elhatározásától. A kapitány eszét elvette a düh, majdnem rátámadt Hadzsinére, Xarisznak kellett megfékeznie és kidobnia a bankár házából.
Henry d'Albaret elzárkózva élt ezalatt, november 12-én este egy levelet kézbesítettek neki a fogadójába.

„Henry!
Atyám halála visszaadta szabadságomat, s önnek mégis le kell mondania rólam. Elizundo bankár leánya nem méltó önhöz! Sose leszek a nyomorult Nikolasz Sztarkosz felesége, de nem lehetek az öné sem, a tisztességes emberé! Bocsásson meg! Isten vele!
Hadzsine Elizundo”

Henry d'Albaret hanyatt-homlok rohant a Strada Reale-i házba, de a ház zárva volt, elhagyatott és kietlen.
- IX. Lángban áll a szigettenger

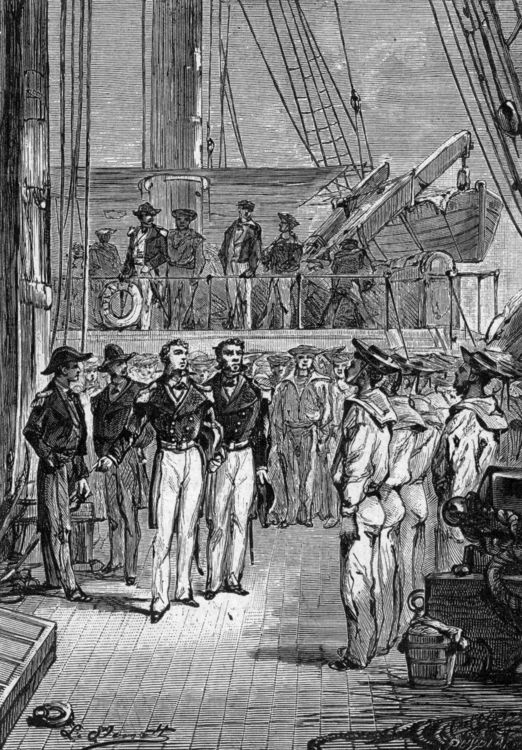
Henry d’Albaret a Szyphanta fedélzetén

Fabvier ezredes Kiosz szigetének fellegvárát ostromzár alá vette. A nemzetek söpredékéből alakult hordák sorra fosztogatták a sziget környékét, még Kioszt is és segítségére mentek a fellegvárban körülzárt basának. A Szyphanta öt hete hagyta el Korfut, hogy a szigettenger vizeire menjen. Két-három sikeres összecsapás után továbbindult Pszara, Szkirosz, Zea, Lemnosz, Párosz, Szantorini környékére, de Szakratiffal nem sikerült találkoznia. 1827. november 13-án befutott Kiosz kikötőjébe egyik zsákmányolt hajója, Fabvier azonmód kivégeztette a kalózlegénység tagjait. Közben öt hajóból álló oszmán flotta behatolt a kikötőbe, és 2500 főnyi erősítést vitt a törököknek.
Henry d'Albaret november 27-én Kioszba érkezett, régi parancsnokát kereste, hogy tovább harcoljon a törökök ellen. Az ostromlók is kaptak segítséget, Miaulisz görög tengernagy hajókkal és önkéntesekkel érkezett az expedíciós hadtest megerősítésére. Henry itt újra találkozott Andronikával, akivel hosszan elbeszélgetett. Nikolasz Sztarkosz nevének említése a nőt iszonyattal töltötte el, hiszen minden baj, ami a fiatal tisztet érte, az - úgy vélte - mind tőle származott. Közben Fabvier ezredes hadjárata a vége felé közeledett, sajnos eredmény nélkül. Henry d'Albaret elhatározta, hogy parancsnokával egy időben távozik Kioszból, de egy nappal azelőtt, hogy elhajózott volna, levelet kapott.

„A korfui Szyphanta tisztikarában megüresedett egy hely. Hajlandó volna-e Henry d'Albaret kapitány e hajóra szállni, s folytatni Szakratif és a Szigettenger kalózai ellen elkezdett hadjáratot?
A Szyphanta március első napjaiban az Anapomera-hegyfok előtti vizeken lesz, a sziget északi részén; csónakját a hegyfok lábánál, az Ora kisöbölben helyezzük készenlétbe.
Henry d'Albaret tegye azt, amit hazaszeretete parancsol!”

Henry úgy döntött, hogy elfogadja a névtelen levélben tett ajánlatot, így búcsút vett Fabvier ezredestől. Amikor először a Szyphanta fedélzetére lépett, akkor tudta meg, hogy a hajó új, ismeretlen  tulajdonosa a korvett kapitányává nevezte ki.
- X. Hadjárat a szigettengeren

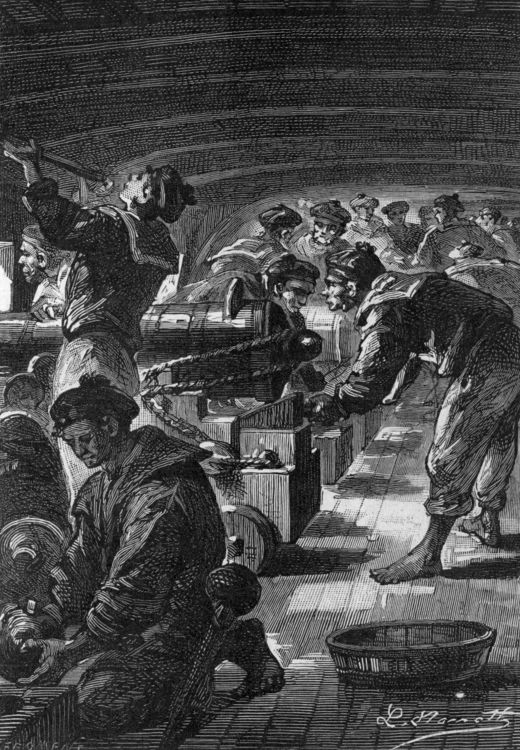
A hajóágyúk tüzelésre készek

A Szyphantán kétszázötven főnyi legénység teljesített szolgálatot, fedélközi fegyverzete huszonkét darab 24 fontos, fedélzeti ütege hat darab 12 fontos karronádból (könnyű hajóágyúból) állott. A tisztikart négy hadnagy és nyolc zászlós alkotta. A hajó parancsnoka Stradena kapitány volt, kipróbált tengerész, akivel az első hetekben több kalózhajót is elpusztítottak. Ám február 27-én Lemnosz alatt a nyílt tengeren, egy vakmerő kalóz hajórajjal csaptak össze. A harc negyven emberébe került a hajónak halottakban és sebesültekben, még magát Stradena kapitányt is halálos ágyúgolyó érte. Amikor az eginai kikötőbe értek tataroztatni a hajót, akkor derült ki a tengerészek számára, hogy a hajót, borsos áron, megvásárolta egy raguzai bankár. Bár gazdát cserélt a Szyphanta, rendeltetése továbbra is ugyanaz maradt. Egy időre Todrosz másodkapitány irányította a hajót, tőle vette át (és ismerte meg az előzményeket) Henry d'Albaret sorhajóhadnagy, aki nem volt ismeretlen a legénység előtt, a függetlenségi harcban már méltó hírnevet szerzett magának.
Az új parancsnok vezetésével Thazosz szigeténél több kalózhajóval - kisebb vitorlásokkal és egy kísérő 12 ágyús brigantival - csaptak össze. A küzdelem közelében feltűnt a Karyszta is, de a Szyphanta a briganti üldözése miatt, nem tudott Nikolasz Sztarkoszt nyomába szegődni. A kalózhajókat egymás után elsüllyesztették, az elfogott tengeri rablókat azonnal kivégezték. A thazoszi ütközetben öt kalózhajót semmisítettek meg, a korvettet és legénységét komolyabb kár nem érte. A szigettenger északi partvidékein biztonságos lett a forgalom.
- XI. Jeladások, amelyekre nem jön válasz

A szövetséges hatalmak úgy döntöttek, hogy az Ibrahim csapatnak szánt utánpótlást fel kell tartóztatni. Oroszország még háborút is üzent a szultánnak, Görögország függetlensége egy karnyújtásnyira került. A Szyphanta ekkor a Szaloniki partjainál portyázott. 1828. május 10-én, este hét óra tájban Henry d'Albaret levelet talált az asztalán.

„Henry d'Albaret kapitánynak, a Szyphanta korvett parancsnokának a tengeren.
Ha d'Albaret parancsnok úgy szándékozik beosztani portyázó útját a Szigettengeren, hogy szeptember első hetében Szkarpanto sziget vizein lesz, mindenek javára s a rábízott nagy célok üdvére fog cselekedni.”

Henry gondosan elzárta az aláíratlan levelet, majd elővette a térképeit, és új portyázási tervet dolgozott ki, hogy beossza azt a négy hónapot, amit augusztus végéig még tengeren kell töltenie. A kalózok elleni kutató expedíció a nyár legnagyobb részét lefoglalta. Augusztus végén egy kétárbócos brigg vonta magára a Szyphantán figyelmét, felségjelzés nem volt kitűzve rajta, a jeladásokra nem adott semmilyen válasz. Hamarosan kiderült, az ismeretlen hajónak is Szkarpantóba vitt az útja. 
- XII. Árverés Szkarpantóban

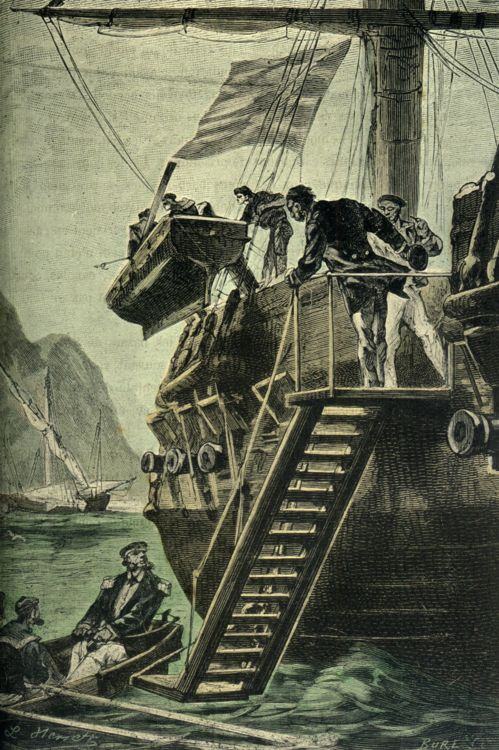
Henry partra száll Szkarpantó szigetén

Szkarpanto görög sziget volt, de az oszmán birodalomhoz tartozott, egy kádi fennhatósága alatt állt, aki szemet hunyt a rabszolga-kereskedelem felett, sőt érdekelt volt az üzérkedésben, az ügynökök bizonyos százalékot juttatnak neki a haszonból. Szeptember 3-án a vásártéren körülbelül száz fogoly volt együtt, férfiak, nők, gyermekek. Az utolsó rablóhadjáratok során ejtett foglyokból álló szállítmány nyilvános árverése folyt. Mindenki részt vehetett azon, bennszülöttek, idegenek egyaránt, az első ajánlatot, ezer török lírával, az egyik szmirnai ügynök tette. Az elcsigázott foglyok között volt Hadzsine és Xarisz is, akik görög foglyokat váltottak ki Afrikában, és éppen úton voltak velük hazafelé, amikor a kalózok rajtuk ütöttek, és ide hurcolták őket. Délután négy órakor Nikolasz Sztarkosz és Szkopelo is megjelentek a vásárban, és licitálni kezdtek a foglyokra. Sztarkisz észrevette a foglyok között Hadzsinét és kísérőjét. Egy koros, magas növésű asszony is volt a rabok között, aki elborzadt, amikor a Karyszta kapitányát megpillantotta, azonnal elrejtőzött a tömegben. Fél öt után 4000 fontnál járt az árverés, amikor Henry d'Albaret - egy csapat matróz kíséretében - ideért. Ezután kezdetét vette egy őrül versengés közte és Sztarkisz között. Éppen tizenháromezer fontot ajánlott Henry, amikor a licitálást lezárta a vásár végét (az öt órát) jelző ágyúdörej a fellegvárból. Hadzsine boldogan rohant vőlegénye karjaiba, hiszen most már méltó volt hozzá: a korábbi hónapokban minden vagyonát feláldozta, rabszolgák kiváltására költötte, hogy visszanyerje neve becsületét.
- XIII. A Szyphanta fedélzetére!

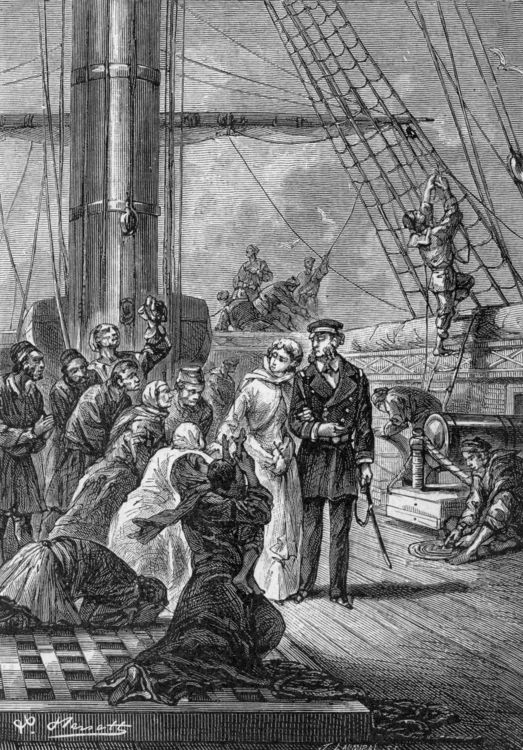
A jegyespár a korvett fedélzetén

Másnap a Szyphanta felszedte horgonyait, és a kiszabadított rabokkal együtt elhagyta a szkarpantói kikötőt. Hadzsine a hajón elmesélte, hogy mi történt vele az elmúlt hónapokban. Jóvá akarta tenni édesapja vétkét, és az örökségét arra fordította, hogy minél több - a görög szabadságharcban - fogságba esett embert kiváltson. Ő vásárolta meg titokban a Szyphantát, és ő íratta a névtelen leveleket Xarisszal Henrynek. Szkarpanto szigetén akart vele találkozni, hogy a kiváltott emberekkel együtt visszatérjenek Görögországba. A terv, bár nem az eredeti elképzelés szerint, megvalósult. A jegyespárt a megmentett emberek hálája, szeretete övezte. Pár nappal később a korvett utasai azt javasolták, tartsák meg a hajón az esküvőt. Ekkor az előárbóc rúdján vigyázó őrszem azt jelentette, hogy hajók tűntek fel a láthatáron. Tizenkét különböző teherbírású alkotmányból álló hajóraj közeledett feléjük kelet felől. Egy idő múlva az egyik briggen fekete lobogót húztak fel a hajó ágvitorlarúdjára, melynek szövetén egy tűzpiros „S” tűnt elő: Szakratif kalóz lobogója volt az. A Szyphanta legénysége harcra készülődött a túlerő ellen.
- XIV. Szakratif

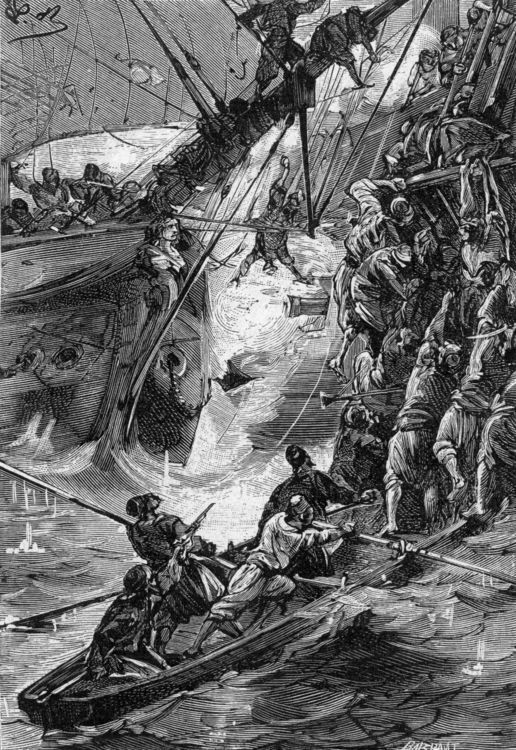
Harc életre-halálra

Szakratif hajói úgy manővereztek hogy a Szyphantát körbefoghassák, és minden oldalról támadhassák. A tengeri rablók számára kedvező szélben egyre jobban szorult a gyűrű a fregatt körül. A Szyphanta nem is tudott, de nem is akart kitörni ebből a hurokból, szégyen nélkül ugyanis nem menekülhet volna el a szigettenger kalózai elől. A korvett a fedélzetéről és a fedélközből kezdte meg az ágyútüzelést, négy ellenséges hajót sikerült elsüllyesztenie, de hamarosan őt is két súlyos találat érte. A hosszú ideig tartó távolsági harc után a tengeri haramiák megcsáklyázták a Szyphantát, ekkor szörnyű kézitusa támadt, ember ember ellen harcolt. A banditák túlerőben voltak, hiába küzdöttek hősiesen Henry d’Albaret, Xarisz és társaik, az elvakult fosztogatók sikere nem lehetett kérdéses. Ennek ellenére a hős legénység elszántan védelmezte a parancsnokát és a hajót. Henry d'Albaret végül foglyul esett egy pár tiszttel és matrózzal együtt, akik az oldalán még életben maradtak: a Szyphantát elfoglalták a kalózok. Henry megpillantotta a horda vezérét, Szakratifet: Nikolasz Sztarkosz volt a rettegett férfi.
- XV. Befejezés

Több mint két és fél óráig tartott a kalózhajóraj és a korvett harca. A támadók közül százötven volt a halottak és a sebesültek száma, nagyjából ugyanannyi veszteség érte a Szyphanta kétszázötven főnyi legénységét is. Henry d'Albaret, életben maradt tisztjei, matrózai és utasai most már a könyörtelen Szakratif kezébe kerültek. Nikolasz Sztarkosz azt hitte, hogy Hadzsine Elizundo még mindig gazdag örököse a bankárnak, mindenáron a hatalmába akarta keríteni a leányt. Éktelen haragra lobbant, amikor megtudta az igazságot, hogy Hadzsinének már nincsenek meg a milliói. Ezután rabszolgájává kívánta tenni a lányt, a Szyphantát pedig fel akarta robbantatni, Szkopelo csak az intésére várt. Ugyanakkor Szakratif meghagyta a társainak, hogy menjenek vissza a briggek fedélzetére, melyek a Szyphanta oldalához voltak kötve. A két kalózhajó eltávolodott a közelből, miután néhány vitorlát szélnek feszítettek, hosszú evezőik is munkába fogtak. A tengeri rablók közül kb. húsz maradt a korvett fedélzetén. A tervezett robbanás nem csak Henry, hanem a foglyok, a legénység és a tisztek halálát is okozta volna! A döntő pillanatban egy öreg fogoly asszony jelent meg a fedélzeten: Andronika volt az, aki felelősségre vonva rákiáltott a fiára. Ekkor ellepték a fedélzetet a Szyphanta életben maradottjai, rátámadtak a Szakratiffel a hajón maradt kalózokra. Xarisz megakadályozta a korvett felrobbantását, és Nikolasz Sztarkosszal is végzett. Andronika látta, hogy mi történt, odarohant a kalózvezérhez, felsikoltott, és holtan borult fia testére. Amikor Szakratif halálának híre ment, a kalózhajók visszafordultak, és rátámadtak a Szyphantára. A korvett ágyúi azonban messziről elsüllyesztettek többet is. Csak öt alkotmány maradt meg az egész hajórajból, ezek az erős szelet kihasználva eliszkoltak. Nikolasz Sztarkoszt a tengerbe temették, Andronika holttestét Henry d'Albaret szülőföldjének adta vissza.
Hadzsine Elizundo és Henry d'Albaret megtartották barátaik és ismerőseik jelenlétében a menyegzőjüket. Másnap mindketten Franciaországba utaztak Xarisszal, aki most már végleg velük maradt.
1829. március 22-én a szultán egyezményt kötött az egyesült hatalmakkal. Szeptember 22-én a petrai csata biztosította a görögök végleges győzelmét, 1832-ben a londoni szerződés Ottó bajor hercegnek juttatta a koronát.
Ekkoriban Henry és Hadzsine d'Albaret visszaköltöztek Görögországba.

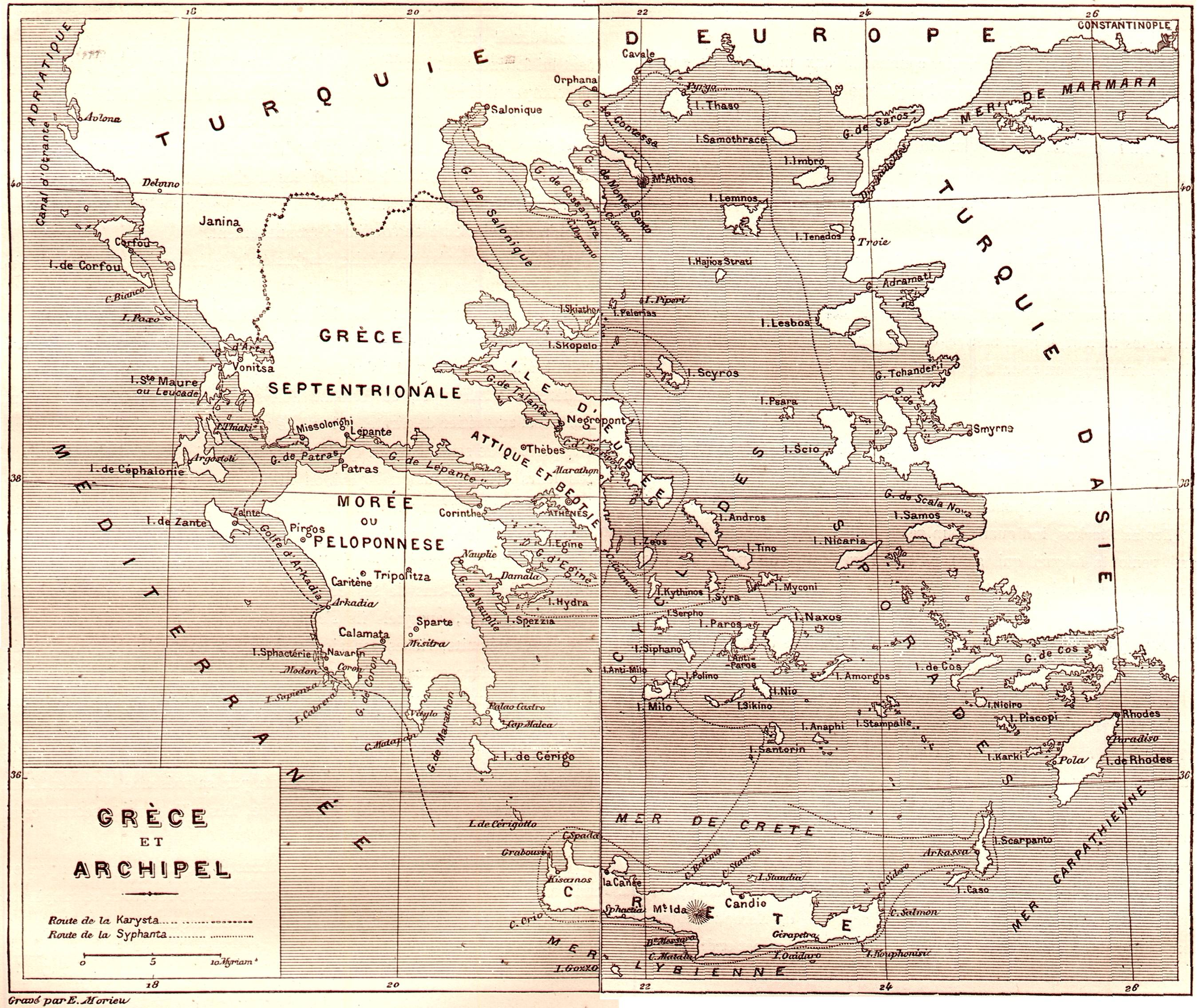
Az Égei-tenger szigetvilága

|  | Itt a vége a cselekmény részletezésének! |

## Szereplők

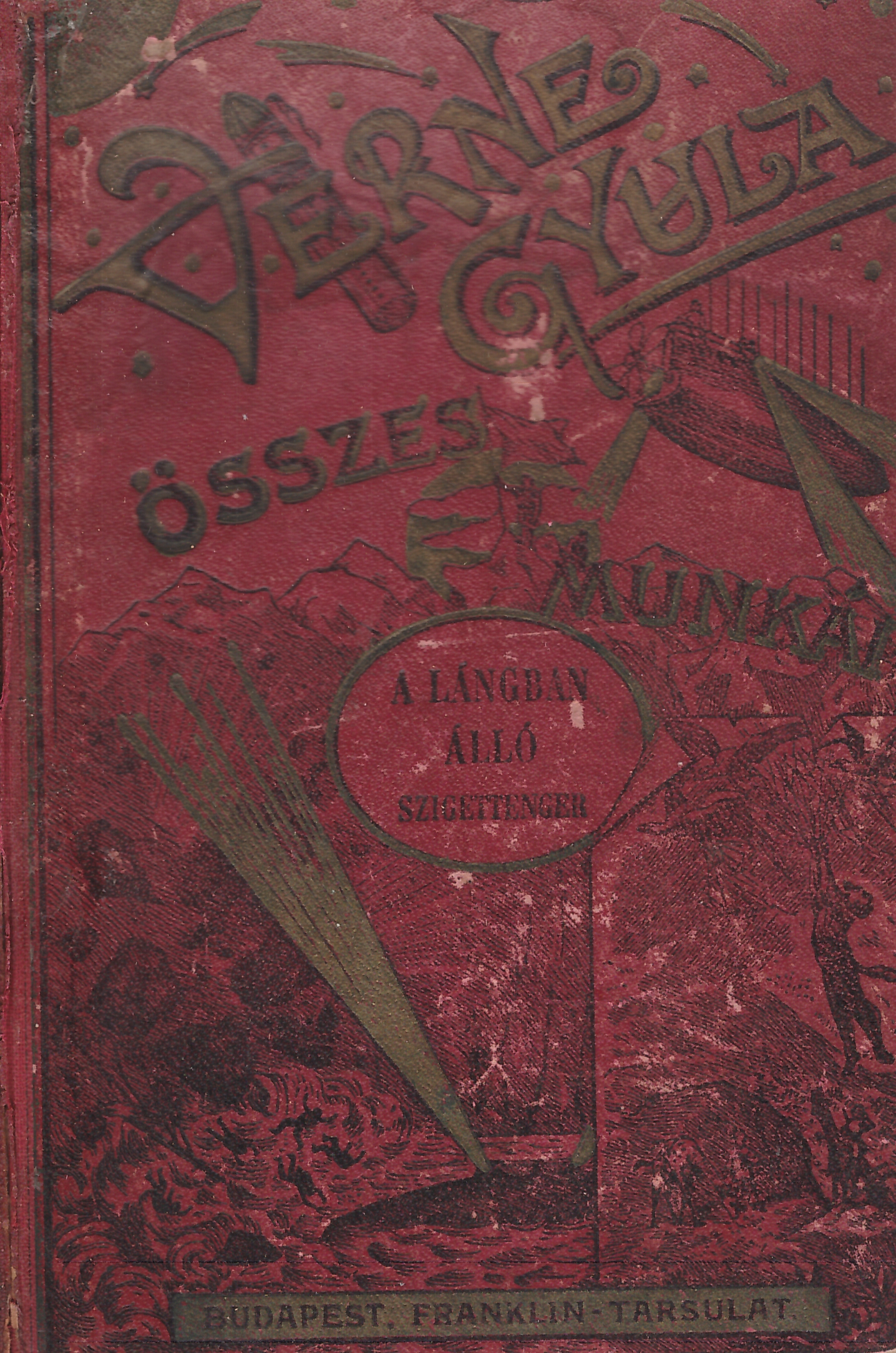
Klasszikus magyar fordítás a 20. század elejéről (Franklin Társulat kiadása)

- Andronika Sztarkosz 60 éves görög asszony
- Nikolasz Sztarkosz 35 éves görög tengerész
- Henry d’Albaret gazdag párizsi család sarja, 29 éves francia katonatiszt, Hadzsine szerelme
- Hadzsine Elizundo, Elizundo 22 éves lánya
- Elizundo bankár, 60 (vagy 70) éves) dúsgazdag illír vagy dalmát származású üzletember
- Xarisz, Elizundo becsületes, önfeláldozó nagy erejű szolgája, Hadzsine édesanyjának tejtestvére
- Szkopelo ötvenéves üzletember, a Karyszta másodkapitánya
- Todrosz kapitány, a Szyphanta másodkapitánya
- Fabvier ezredes, francia katonatiszt
- Stradena kapitány, a Szyphanta parancsnoka
- öreg Gozzo, vitylói tengerész

## Képgaléria
Léon Benett illusztrációi.

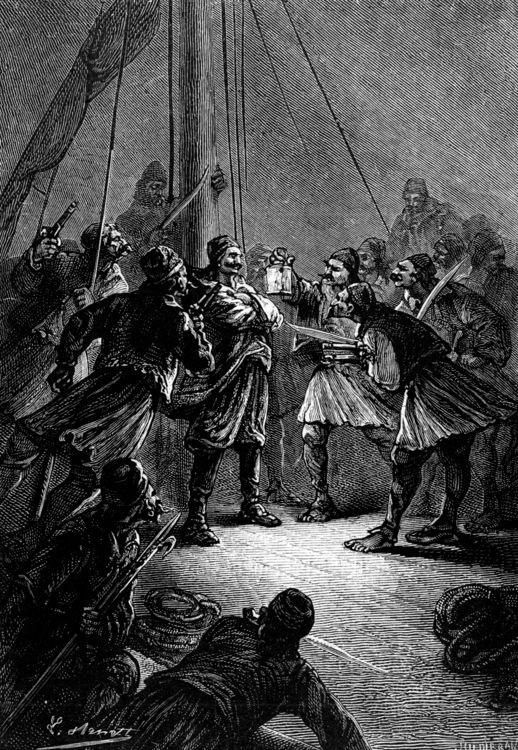
Nikolasz Sztarkoszra ráismertek a vitylóiak
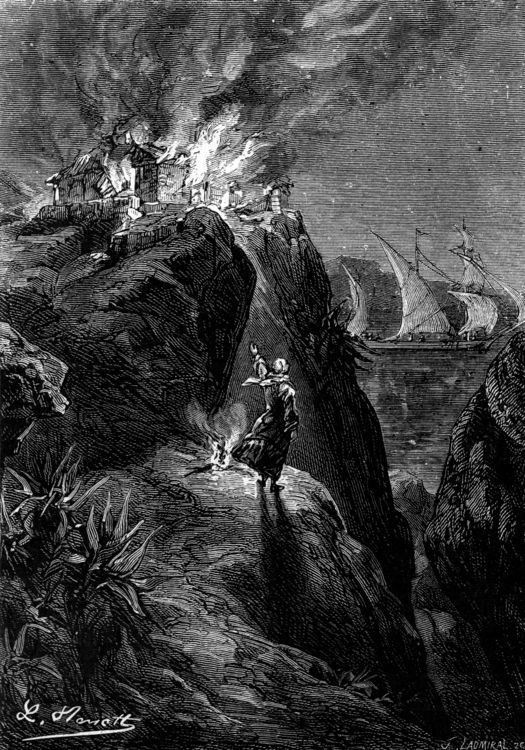
Az ősi ház porig égett
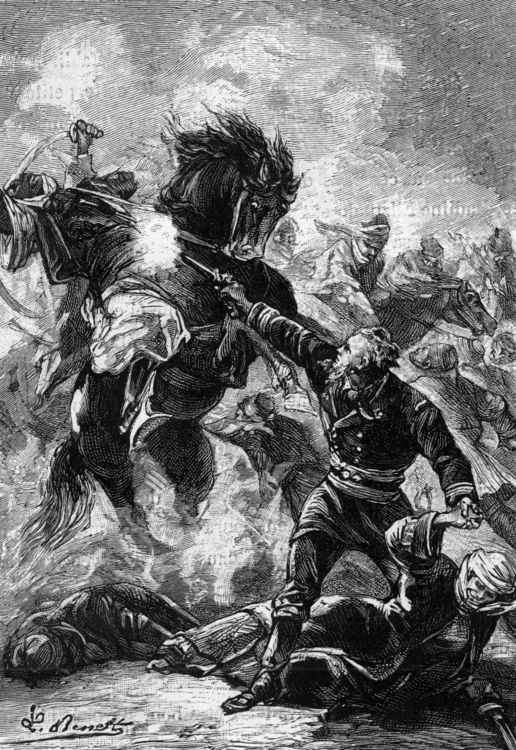
Henry d’Albaret megmentette Andronikát
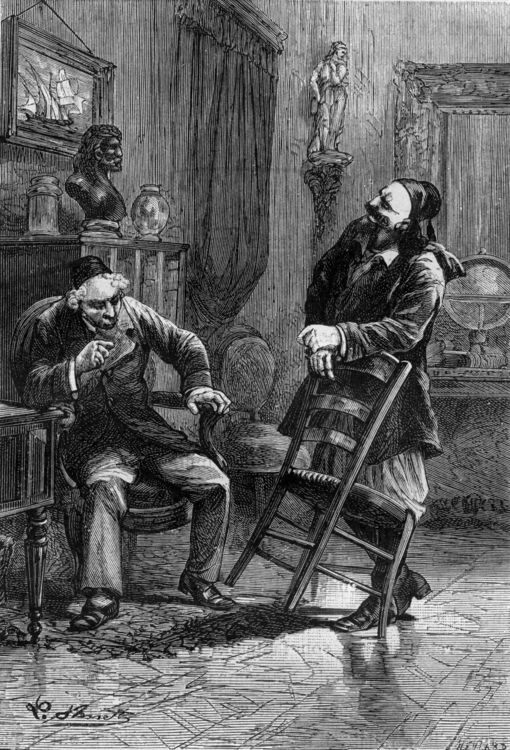
Elizundo és Nikolasz Sztarkosz tárgyalása
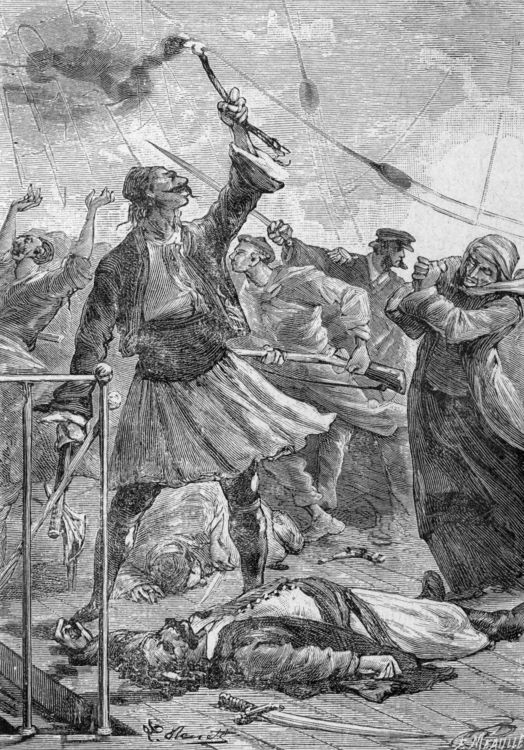
Andronika felsikoltott

## Diafilm
Verne Gyula regénye nyomán a Magyar Diafilmgyártó Vállalat 1961-ben 2 tekercsen (30 és 45 képkockán) diafilmet adott ki. Az alkotás szerkesztője Ruzicska Józsefné, a rajzolója Friedrich Gábor volt.

## A Pál utcai fiúkban
Molnár Ferenc ifjúsági regényében is szerepel A lángban álló szigettenger Lángba borult szigettenger címmel.

„Kedves Boka!
Én ugyan tudom, hogy még levélben sem szívesen állasz velem szóba, de ezt az utolsó dolgot még megpróbálom, mielőtt végleg szakítanék veletek. Most már nem csak azt látom be, hogy én hibáztam, hanem azt is belátom, hogy ti ezt nem érdemeltétek tőlem, mert olyan gyönyörűen viseltétek magatokat az apámmal szemben, különösen Nemecsek, aki letagadta, hogy én elárultalak benneteket. Az apám olyan büszke volt, amiért nem bizonyult rám az árulás, hogy aznap megvette nekem a „Lángba borult szigettenger”-t Verne Gyulától, amit már régen kértem, csak hogy kiengeszteljen. Én a könyvet rögtön elvittem ajándékba Nemecseknek, pedig még nem is olvastam, pedig nagyon szerettem volna olvasni, pedig az apám másnap megkérdezte: „Hol a könyv, te csirkefogó?” - éspedig én erre nem is tudtam semmit felelni, mire az apám azt mondta: „Haszontalan, már el is adtad az antikvárnak, megállj, soha többé nem kapsz tőlem semmit!” - és már meg is kezdte, mert nem kaptam ebédet, de nem bánom, ha a szegény Nemecsek ártatlanul szenvedett énmiattam, most én is szívesen szenvedek ártatlanul egy kicsit őmiatta. [...] ”

– Részlet a regényből - VII. fejezet (Móra Ferenc Könyvkiadó, 1983, 132. oldal)